# جهاد ارسلان
جهاد ارسلان (انگلیسی: Cihat Arslan؛ زادهٔ ۹ فوریهٔ ۱۹۷۰) بازیکن فوتبال اهل ترکیه است.
از باشگاه‌هایی که در آن بازی کرده‌است می‌توان به باشگاه فوتبال گالاتاسرای، باشگاه فوتبال قاسم‌پاشا اسپور، باشگاه ورزشی کوکائلی اسپور، باشگاه فوتبال دنیزلی اسپور، باشگاه فوتبال اسکی‌شهراسپور، باشگاه فوتبال استانبول باشاک‌شهر، باشگاه فوتبال قیصریه‌اسپور، و باشگاه فوتبال غازی عینتاب‌اسپور اشاره کرد.
وی همچنین در تیم ملی فوتبال زیر ۲۱ سال ترکیه بازی کرده‌است.